# Alfred Earl
Alfred Earl (19 tháng 3 năm 1903  – 17 tháng 8 năm 1951) là một cầu thủ bóng đá người Anh thi đấu ở vị trí hậu vệ phải.
Earl sinh ra ở Earlsfield, London và gia nhập West Ham United từ Summerstown năm 1925, và có tổng cộng 191 lần ra sân cho đội bóng ở phía Đông London từ năm 1925 đến năm 1933. Sau đó ông thi đấu cho Streatham Town và tiếp là cho đội bóng Pháp Souchaux.